# Аргентина Спинола
Аргентина Спинола (Ђенова, 1294. – Kазале Монферато, 1338. године) била је супруга Теодора I Палеолога, принца Византије и маркиза од Монферата.

## Биографија
Била је ћерка трговца и политичког експонента Републике Ђенове, Опичина Спиноле и племкиње Виоланте ди Салуцо.
Октобра 1307. године, у Цариграду се удала за маркиза Теодора I од Монферата, са којим је имала двоје деце:
- Виоланта (1318 – 1342), која се удала за Амиона Савојског;
- Ђовани (1321 – 1372), будући маркиз Јован II од Монферата;